# Batalha do Barro Vermelho
A Batalha do Barro Vermelho ou Combate de Rio Pardo foi um conflito travado em Rio Pardo, em 30 de abril de 1838, durante a Guerra dos Farrapos. Cerca de 5 mil homens se enfrentaram, numa das maiores vitórias dos rebeldes gaúchos em toda a campanha.
Bento Gonçalves, Bento Manuel, Antônio de Sousa Neto e Domingos Crescêncio comandaram os farrapos que atacaram Rio Pardo. O marechal Sebastião Barreto e o major José Joaquim de Andrade Neves, ao perceberem que não conseguiriam defender a cidade, ordenaram que os soldados resistissem, enquanto reuniam os outros oficiais para fugir de barco pelo Rio Jacuí, segundo o historiador militar Lucas Alexandre Boiteux.
Tomando a cidade, Sousa Neto capturou a banda imperial e encomendou ao seu maestro, Joaquim José de Mendanha, a composição de um hino para os separatistas. O músico entregou o hino em cinco dias. A letra foi escrita pelo poeta Serafim Joaquim de Alencastre, capitão das forças rebeldes, e a música mais tarde se tornou o Hino do Rio Grande do Sul.
No local existe hoje a Praça 30 de Abril, também chamada de Praça da Cruz do Barro Vermelho. No ano do centenário do confronto foi erguida uma cruz como monumento aos mortos. Em 2011 a praça ganhou uma escultura do arquiteto e artista plástico Sérgio Coirolo.